# Мюльбахер, Фредрик
Фредрик Мюльбахер (нем. Fredrik Mühlbacher, род. 30 января 1998 года, Санкт-Иоганн-ин-Тироль) — австрийский биатлонист, призёр чемпионата Европы 2025. Ранее выступал в лыжных гонках.

## Спортивная карьера

### Лыжные гонки
В лыжных гонках на международном уровне Фредрик Мюльбахер дебютировал в 2013 году на юниорских соревнованиях в Санкт-Ульрих-ам-Пиллерзе, где в спринте свободным стилем занял 43 место, а в гонке на 7,5 км — 19-е. 
С декабря 2014 года принимал участие во взрослых гонках FIS. В 2016 году выигрывает свою первую медаль на международном уровне — золото в гонке на 7,5 км свободным стилем на чемпионате мира среди школьников в Луколи.
В 2018 году выступил на чемпионате мира среди юниоров в швейцарском Гомсе, где занял 52-е место в спринте свободным стилем, 70-е — на 10 км классическим стилем и 35-е в скиатлоне. 
В декабре 2018 года дебютировал на Кубке Альп в Вальдидентро, первые очки в Кубке набрал в гонке на 15 км свободным стилем в Нове-Место, заняв 26-е место. На чемпионате мира 2019 года среди юниоров до 23 лет в Лахти  занял 65-е место в гонке на 15 км свободным стилем. На национальном чемпионате в гонке преследования на 10 км свободным стилем взял бронзу.
В 2020 году на национальном чемпионате завоёвывает две бронзовые награды в гонке на 15 км классикой и преследовании на 10 км. В декабре 2020 года выигрывает серебро в гонке FIS в Зеефельде. На национальном чемпионате 2021 года Фредрик берёт ещё одну бронзу в преследовании на 15 км свободным стилем.
В 2022 году Фредерик Мюльбахер переходит в биатлон.

### Биатлон
В марте 2022 года Мюльбахер дебютирует на Кубке IBU по биатлону на этапе в Риднау, занимая 47 место в спринте и 55 в гонке преследования.
Сезон 2022/2023 Фредрик полностью проводит на Кубке IBU. На этапе в Поклюке занимает 6 место в спринте, а в Канморе становится шестым в смешанной эстафете. На чемпионате Европы 2023 года занимает 107 место в спринте и 68 в индивидуальной гонке.
В сезоне 2023/2024 на Кубке IBU лучшими результатами Мюльбахера были 11-е место в спринте и преследовании в Валь-Мартелло и 5 место в смешанной эстафете в Риднау. На чемпионате Европы 2023 года лучший личный результат показывает в спринте, занимая 45 место, а в смешанной эстафете австрийцы стали шестыми.
В сезоне 2024/2025 дебютирует на Кубке мира в Контиолахти, где занимает 62 место в короткой индивидуальной гонке. Проведя несколько этапов на Кубке мира, Фредрик продолжает выступления на Кубке IBU. Там он зарабатывает свою первую медаль в биатлоне — серебро в смешанной эстафете на этапе в Брезно-Осрблье. Чемпионат Европы в Валь-Мартелло складывается успешно для Фредрика: сначала он становится серебряным призёром в индивидуальной гонке, допустив 1 промах на рубеже, а потом берёт бронзу в спринте с чистой стрельбой. Успех на чемпионате Европы позволяет Мюльбахеру попасть в состав на чемпионат мира в Ленцерхайде, где он занял 51-е место в спринте, 40-е в гонке преследования и 34-е в индивидуальной гонке.

## Результаты в биатлоне

### Чемпионаты мира
| Год  | Место проведения | Спринт | Гонка преследования | Индивидуальная гонка | Масс-старт | Эстафета | Смешанная эстафета | Сингл-микст |
| ---- | ---------------- | ------ | ------------------- | -------------------- | ---------- | -------- | ------------------ | ----------- |
| 2025 | Ленцерхайде      | 51     | 40                  | 34                   | —          | 12       | —                  | —           |

### Кубок мира
| \| 2024/2025 Итоги \| 2024/2025 Итоги \| Контиолахти \| Контиолахти \| Контиолахти \| Контиолахти \| Контиолахти \| Контиолахти \| Хохфильцен \| Хохфильцен \| Хохфильцен \| Анси \| Анси \| Анси \| Оберхоф \| Оберхоф \| Оберхоф \| Оберхоф \| Рупольдинг \| Рупольдинг \| Рупольдинг \| Антхольц \| Антхольц \| Антхольц \| ЧМ Ленцерхайде \| ЧМ Ленцерхайде \| ЧМ Ленцерхайде \| ЧМ Ленцерхайде \| ЧМ Ленцерхайде \| ЧМ Ленцерхайде \| ЧМ Ленцерхайде \| Нове-Место \| Нове-Место \| Нове-Место \| Поклюка \| Поклюка \| Поклюка \| Поклюка \| Осло \| Осло \| Осло \| \| Очков \| Место \| Осм \| См \| Эст \| КорИнд \| Спр \| МС \| Спр \| Пр \| Эст \| Спр \| Пр \| МС \| Спр \| Пр \| Осм \| См \| Инд \| Эст \| МС \| Спр \| Эст \| Пр \| См \| Спр \| Пр \| Инд \| Осм \| Эст \| МС \| Спр \| Пр \| Эст \| КорИнд \| МС \| См \| Осм \| Спр \| Пр \| МС \| \| 0 \| — \| — \| — \| — \| 62 \| 82 \| — \| 85 \| — \| 14 \| 70 \| — \| — \| — \| — \| — \| — \| — \| — \| — \| — \| — \| — \| — \| 51 \| 40 \| 34 \| — \| 12 \| — \| 58 \| 58 \| — \| 80 \| — \| — \| — \| — \| — \| — \| |                 |             |             |             |             |             |             |            |            |            |      |      |      |         |         |         |         |            |            |            |          |          |          |                |                |                |                |                |                |                |            |            |            |         |         |         |         |      |      |      |
| Инд — индивидуальная гонка (КорИнд — короткая индивидуальная гонка) Пр — гонка преследования Спр — спринт МС — масс-старт Эст — эстафета См — смешанная эстафета Осм — одиночная смешанная эстафета — — спортсмен не участвовал в этой гонке |                 |             |             |             |             |             |             |            |            |            |      |      |      |         |         |         |         |            |            |            |          |          |          |                |                |                |                |                |                |                |            |            |            |         |         |         |         |      |      |      |
| 2024/2025 Итоги | 2024/2025 Итоги | Контиолахти | Контиолахти | Контиолахти | Контиолахти | Контиолахти | Контиолахти | Хохфильцен | Хохфильцен | Хохфильцен | Анси | Анси | Анси | Оберхоф | Оберхоф | Оберхоф | Оберхоф | Рупольдинг | Рупольдинг | Рупольдинг | Антхольц | Антхольц | Антхольц | ЧМ Ленцерхайде | ЧМ Ленцерхайде | ЧМ Ленцерхайде | ЧМ Ленцерхайде | ЧМ Ленцерхайде | ЧМ Ленцерхайде | ЧМ Ленцерхайде | Нове-Место | Нове-Место | Нове-Место | Поклюка | Поклюка | Поклюка | Поклюка | Осло | Осло | Осло |
| Очков | Место           | Осм         | См          | Эст         | КорИнд      | Спр         | МС          | Спр        | Пр         | Эст        | Спр  | Пр   | МС   | Спр     | Пр      | Осм     | См      | Инд        | Эст        | МС         | Спр      | Эст      | Пр       | См             | Спр            | Пр             | Инд            | Осм            | Эст            | МС             | Спр        | Пр         | Эст        | КорИнд  | МС      | См      | Осм     | Спр  | Пр   | МС   |
| 0 | —               | —           | —           | —           | 62          | 82          | —           | 85         | —          | 14         | 70   | —    | —    | —       | —       | —       | —       | —          | —          | —          | —        | —        | —        | —              | 51             | 40             | 34             | —              | 12             | —              | 58         | 58         | —          | 80      | —       | —       | —       | —    | —    | —    |

### Чемпионаты Европы
| Год  | Место проведения | Спринт | Гонка преследования | Индивидуальная гонка | Эстафета       | Смешанная эстафета | Сингл-микст    |
| ---- | ---------------- | ------ | ------------------- | -------------------- | -------------- | ------------------ | -------------- |
| 2023 | Ленцерхайде      | 107    | —                   | 68                   | не проводилась | —                  | —              |
| 2024 | Брезно-Осрблье   | 45     | 47                  | 86                   | не проводилась | 6                  | —              |
| 2025 | Валь-Мартелло    | 3      | 9                   | 2                    | 7              | не проводились     | не проводились |